# Porażyn-Dworzec
Porażyn-Dworzec (prononciation : [pɔˈraʐɨn ˈdvɔʐɛt͡s]) est un village polonais de la gmina d'Opalenica dans le powiat de Nowy Tomyśl de la voïvodie de Grande-Pologne dans le centre-ouest de la Pologne.
Il se situe à environ 9 kilomètres à l'ouest d'Opalenica (siège de la gmina), à 11 kilomètres à l'est de Nowy Tomyśl (siège du powiat) et à 45 kilomètres à l'ouest de Poznań (capitale régionale).

## Histoire
De 1975 à 1998, le village faisait partie du territoire de la voïvodie de Poznań.

Depuis 1999, Porażyn-Dworzec est situé dans la voïvodie de Grande-Pologne.
Le village possède une population de 194 habitants en 2006.